# Aslaug
Aslaug  è un nome proprio di persona norvegese femminile.

## Varianti in altre lingue
- Danese: Asløg[1], Aslaug
- Islandese: Áslaug[1]
- Norreno: Áslaug[1][2]
- Svedese: Aslög[1], Åslög

## Origine e diffusione

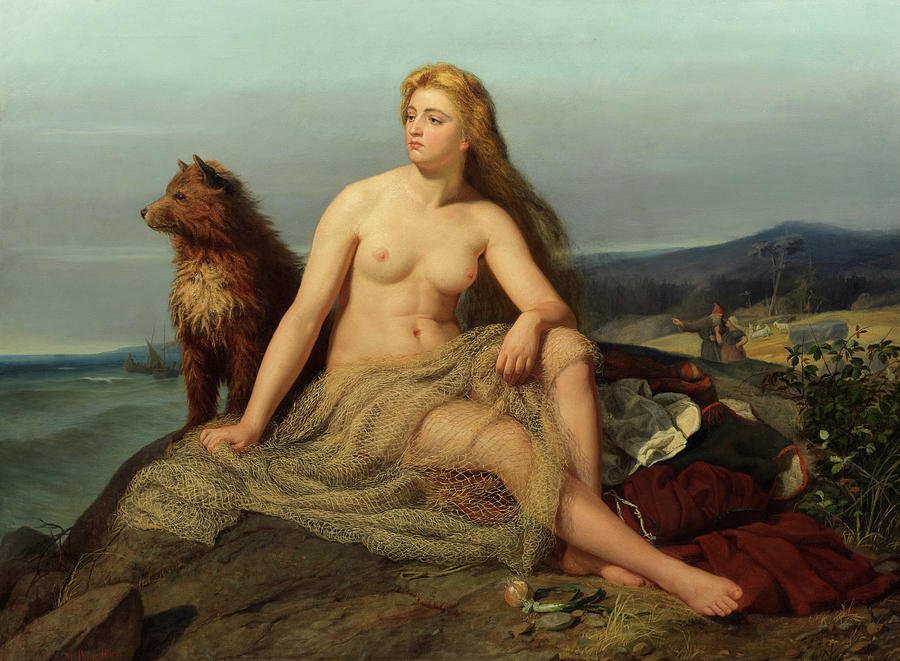
Aslaug Sigurdsdóttir dipinta da Mårten Eskil Winge

Continua il nome norreno Áslaug, composto da áss, che vuol dire "dio", e da laug, dal significato incerto, forse "donna sposata". Il primo elemento si ritrova anche in vari altri nomi scandinavi, quali Ásdís, Åsa, Asbjørn, Astrid, Åsmund, Eskil e Anscario.
Il nome è portato, nella mitologia norrena, da Aslaug Sigurdsdóttir, una leggendaria regina, moglie di Ragnarr Loðbrók.

## Onomastico
Il nome è adespota, cioè non è portato da alcuna santa; si può eventualmente festeggiarne l'onomastico il 1º novembre, giorno di Ognissanti.

## Persone
- Aslaug Dahl, fondista norvegese